# کیم جونگ-هون (بازیکن فوتبال)
کیم جونگ-هون (김정훈؛ زادهٔ ۱ سپتامبر ۱۹۵۶) بازیکن سابق و مربی فوتبال اهل کره شمالی است.
از باشگاه‌هایی که در آن بازی کرده‌است می‌توان به باشگاه فوتبال ۲۵ آوریل اشاره کرد.
وی همچنین در تیم ملی فوتبال کره شمالی بازی کرده‌است.